# Siphonogorgia palmata
Siphonogorgia palmata är en korallart som beskrevs av Thomson och Simpson 1909. Siphonogorgia palmata ingår i släktet Siphonogorgia och familjen Nidaliidae. Inga underarter finns listade i Catalogue of Life.